# Sovcombank

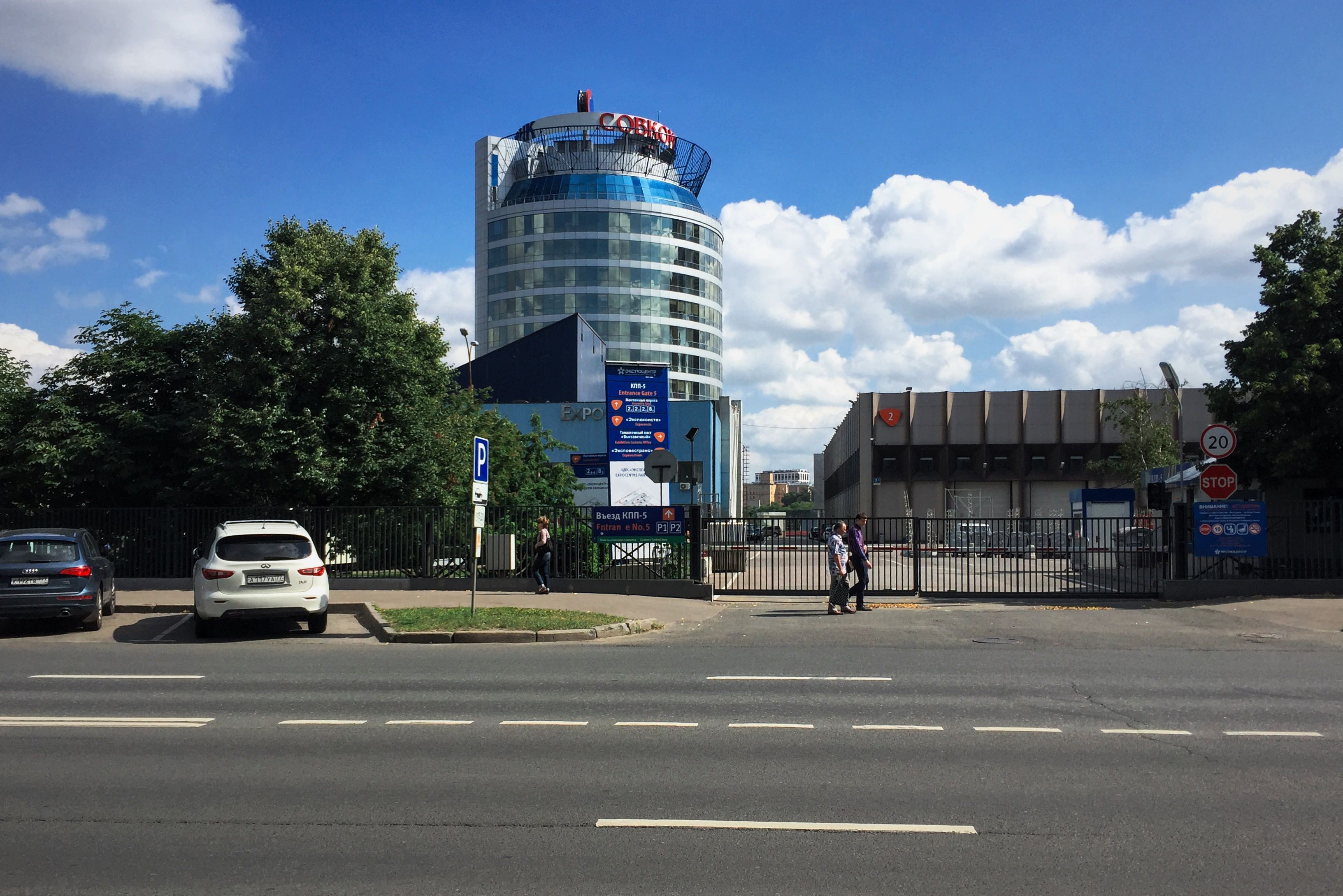
La sede Sovcombank di Mosca

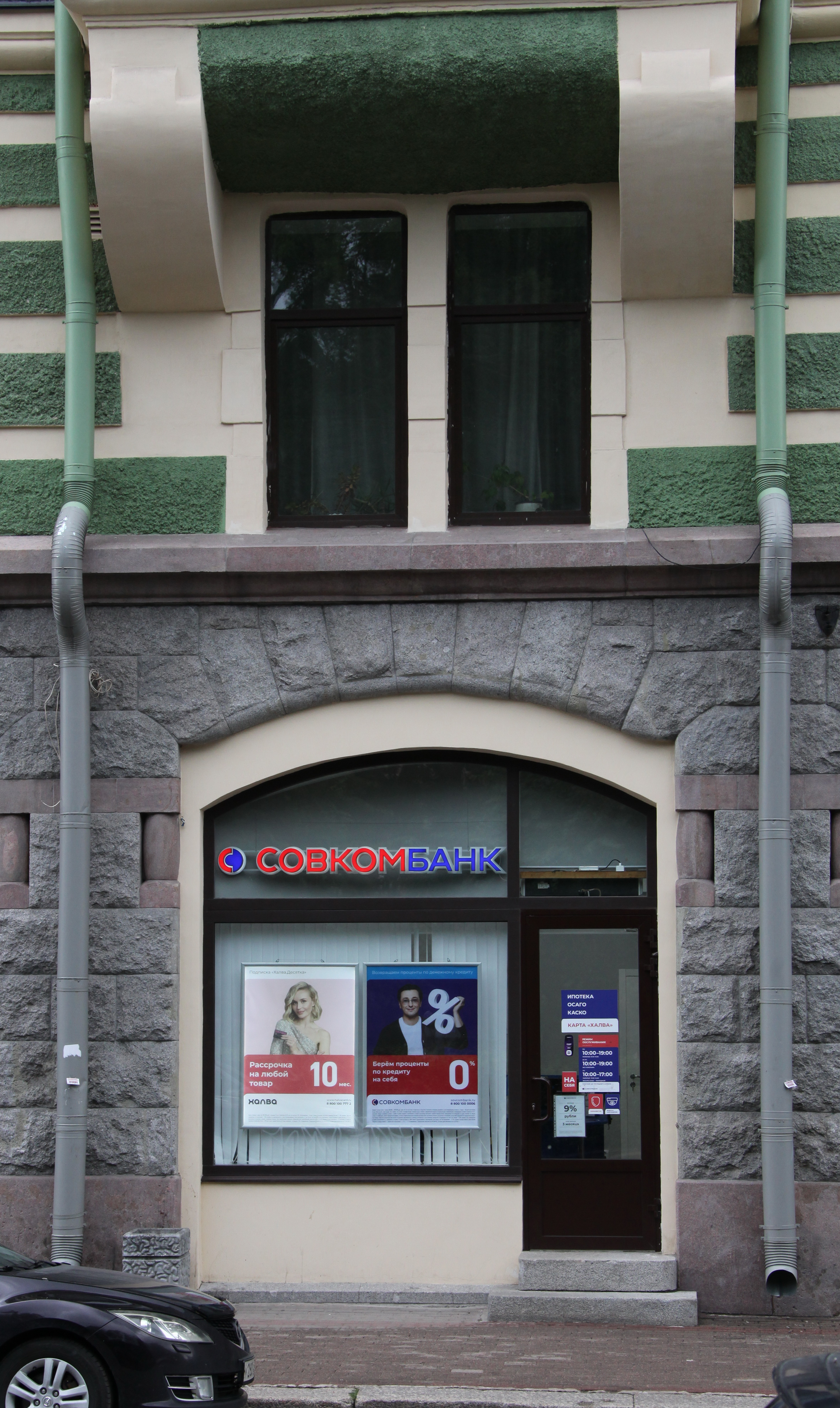
L'ufficio Sovcombank in Lenin Avenue a Vyborg

Sovcombank (in russo  Совкомбанк?) è una banca universale russa di proprietà privata inclusa nella lista delle 13 banche sistemiche della Russia. In termini di asset, è la nona banca russa (1,483 miliardi di rubli).
Dal 1990 il suo nome iniziale era Buycombank (dall'ex sede centrale della città Buy nella regione di Kostroma) prima di essere acquistata e rinominata in Sovcombank nel febbraio 2003. Il principale proprietario di Sovcombank (86,5%) è la società russa JSC Sovco Capital Partners, di proprietà di azionisti privati russi, in particolare (ad agosto 2020) i fratelli Dmitry  e Sergej Khotimsky che possiedono insieme il 37% di Sovco Capital Partners. Gli azionisti di minoranza di Sovcombank includono il Fondo di investimento pubblico dell'Arabia Saudita (3,3%), il Fondo di investimento Russia-Cina (2,0%) e il Fondo di investimento Russia-Giappone (1,3%). Dopo aver operato all'interno della giurisdizione dei Paesi Bassi e del Lussemburgo, da settembre 2021 la holding degli azionisti russi di Sovcombank è stata nuovamente registrata nella regione amministrativa speciale dell'isola Oktyabrsky, nell'Oblast di Kaliningrad in Russia.
La banca è soggetta alle sanzioni statunitensi dal 24 febbraio 2022 in risposta all'invasione russa dell'Ucraina.

## Storia
Sovcombank è stata registrata il 1º novembre 1990, nella città di Buy, Oblast' di Kostroma. Originariamente era conosciuta come Buykombank. 
Nel 2002, Buykombank è stata acquisita da Sergej Khotimsky e dai fratelli Mikhail e Vasily Klyukin. Nel febbraio 2003 la banca è stata ribattezzata Sovcombank ("Modern Commercial Bank"). La sede centrale è stata trasferita a Kostroma.
Nel settembre 2007, l'azionista di Sovcombank è diventata la società di investimento internazionale dei Paesi Bassi TBIC Financial Services BV (TBIF). A seguito di questa transazione, Sovcombank si è rivelata l'unico proprietario di asset TBIF in Russia rappresentato dalla Siberian Arch Credit Network (circa un migliaio di vendite). Secondo i termini della transazione, la controllata Kardan TBIF ha ricevuto il 50% delle azioni di Sovcombank, realizzando il 100% di Arch e circa 65 milioni di dollari. Khotimsky e partner hanno emesso le loro azioni tramite i Paesi Bassi Sovco Capital Partners.
Nel maggio 2012, TBIF ha venduto la sua quota ad altri azionisti di Sovkombank, dopo aver ricevuto 123 milioni di euro e guadagnato 59 milioni di euro.
Alla fine del 2015, Pavel Fuks ha venduto la sua parte (21,83%) in Sovcombank, stimata in 80 milioni di dollari. 
All'inizio del 2019 è stata detenuta un'altra emissione aggiuntiva, a seguito della quale il capitale autorizzato di Sovcombank è aumentato di ₽ 100 milioni a ₽ 1,97 miliardi. Le azioni sono state riscattate da Russian Direct Investment Fund e Ayar International Investment Company (Arabia Saudita), che erano già azionisti, nonché da nuovi investitori: Bahrain Mumtalakat Holding e il fondo di investimento russo-giapponese. Nel 2019 la banca ha partecipato all'iniziativa delle Nazioni Unite per attività finanziarie responsabili. 
Nel 2020, Sovcombank ha iniziato i preparativi per l'IPO : i suoi azionisti hanno approvato la quotazione alla Borsa di Mosca. Goldman Sachs, JP Morgan e Morgan Stanley sono stati scelti come placement manager.